# Mexicali
Mexicali est une ville du Mexique, chef-lieu de la municipalité du même nom et capitale de l'État de la Basse-Californie. Elle se trouve dans le nord-ouest du pays, non loin de la ville californienne de San Diego.

## Géographie
A cheval sur la frontière américaine et traversée par le Río Nuevo, la région de Mexicali/Calexico est à la fois un symbole et un laboratoire des réalités frontalières et transfrontalières : mur exemplaire et sas d’ouverture, qui avec 4 millions de véhicules et 4,8 millions de piétons par an forment le 3e passage frontalier le plus fréquenté de Californie, villes-jumelles, survalorisation agricole et nouveaux enjeux hydrogéopolitiques, industries des maquiladoras, violence des cartels et trafic de drogue.
À noter que des chaleurs extrêmes peuvent arriver notamment près de Delta où il aurait fait 60 °C une fois et où les 50 °C ont souvent été dépassés[réf. nécessaire].

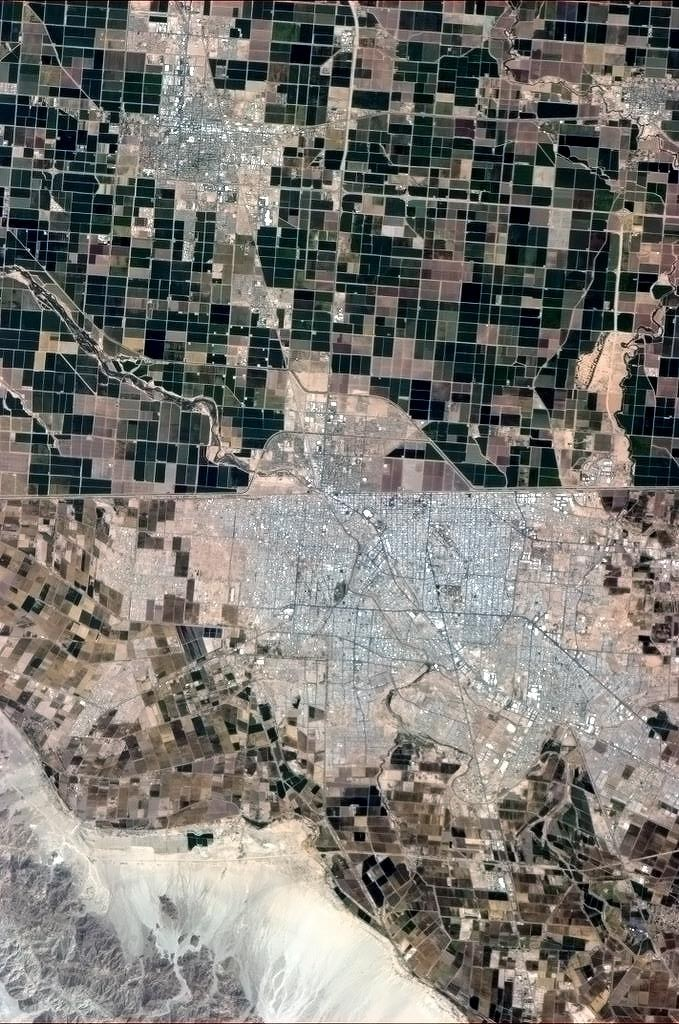
Mexicali et Calexico vus de la Station spatiale internationale en 2013.

## Historique
Son nom provient des mots espagnols México (« Mexique ») et California (« Californie »). Sa ville jumelle, Calexico – dont le nom est fait sur le même modèle –, située de l'autre côté de la frontière est beaucoup moins peuplée (moins de 40 000 habitants). Le gentilé de Mexicali est cachanilla.
Elle fut fondée le 14 mars 1903.
En 1979, la ville compte 500 000 habitants.
Ses activités économiques sont actuellement dominées par la présence des maquiladoras, zones franches attirant les entreprises américaines.
Le dimanche 4 avril 2010 à 15 h 40, la ville est touchée par un séisme de magnitude 7.2 sur l'échelle de Richter, dont l'épicentre se trouve à environ 20 km de la ville, d'après le centre américain d'études géologiques (USGC). Le séisme et ses répliques sont ressentis dans toute la région, ainsi qu'aux États-Unis, par plus de 20 millions de personnes. Le bilan fait état de deux morts et d'une centaine de blessés.

## Évêché
- Diocèse de Mexicali
- Cathédrale de Mexicali